# John M. Mendinhall
John Marshall Mendinhall (* 30. September 1861 in Christiana, New Castle County, Delaware; † 14. Oktober 1938 in Wilmington, New Castle County, Delaware) war ein US-amerikanischer Politiker. Zwischen 1909 und 1913 war er Vizegouverneur des Bundesstaates Delaware.

## Leben
Über John Mendinhall gibt es kaum verwertbare Quellen. Über seine Schulausbildung und seinen Werdegang jenseits der Politik ist wenig bekannt. Sicher ist, dass er zumindest für einige Zeit im Staat Delaware lebte und Mitglied der Republikanischen Partei war. Im Jahr 1908 wurde er an der Seite von Simeon S. Pennewill zum Vizegouverneur von Delaware gewählt. Dieses Amt bekleidete er zwischen dem 19. Januar 1909 und dem 21. Januar 1913. Dabei war er Stellvertreter des Gouverneurs und Vorsitzender des Staatssenats. Nach dem Ende seiner Zeit als Vizegouverneur ist er politisch nicht mehr in Erscheinung getreten. Er wurde in Wilmington beigesetzt.
Medninhall war mit Fanny Pusey Mendinhall (1863–1957) ab 1891 verheiratet. Aus der Ehe stammten die Kinder Edward Mendinhall (1895–1984) und Charles Pusey Mendinhall (1897–1970).